# Geografický informační systém

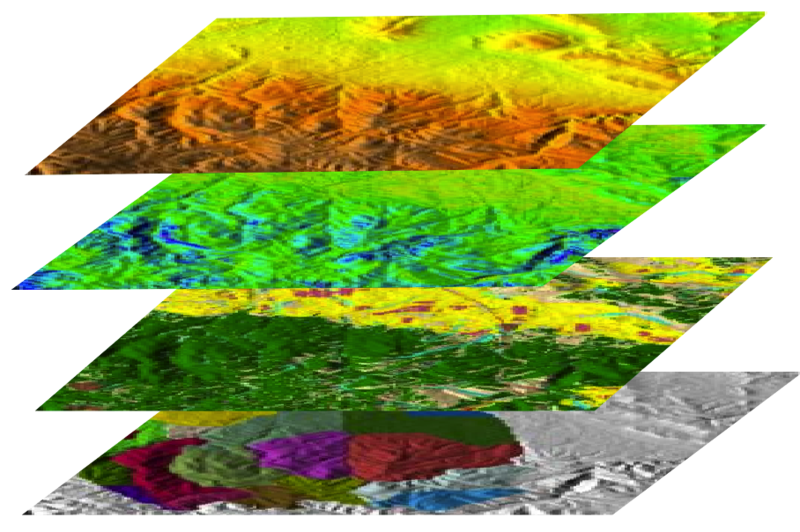
Vrstvy prostorových dat, skládané dohromady v geografickém informačním systému (GIS)

Geografický informační systém (GIS; anglicky Geographic information system) je počítačový systém, který umožňuje ukládat, vizualizovat, spravovat a analyzovat prostorová data a jejich vztahy, tedy data o jevech, pro něž je významná jejich poloha (na Zemi, v dané lokalitě, v prostoru). Takovýto systém se skládá ze softwarových nástrojů, geografických dat, sady pojmů a metod, uživatelů a institucionálních organizací. Software GIS jsou počítačové nástroje, které umožňují uživateli vytvářet interaktivní dotazy (vyhledávání vytvořené uživatelem), ukládat a upravovat prostorová i neprostorová data, analyzovat výstupy prostorových informací a vizuálně sdílet výsledky těchto operací jejich prezentací v podobě map.
Systémy GIS propojují polohová data s dalšími zdroji dat popisujícími vlastnosti mapovaných objektů - např. nosnost mostu, obsazenost kanceláře, evidenční číslo sloupu elektrického vedení, průjezdová rychlost silnice, jméno vlastníka parcely, datum revize vodovodního potrubí atd. Tato data mohou být čerpána z jiných podnikových systémů (ERP) nebo z údajů čidel v terénu. Mapová data v systému GIS mohou být doplněna i o rastrové informace, např. z leteckého snímkování, z naskenovaných mračen bodů (Lidar), apod.

## Dělení geoobjektů
Geoobjekty v GIS se dělí podle počtu dimenzí. Reálné objekty na zemském povrchu jsou vždy trojrozměrné. Do prostředí GIS se však převádí dle potřebné úrovně zjednodušení (generalizace).
- 0D geoobjekty – bezrozměrné objekty, body, definované pouze svou polohou. Příkladem může být například autobusová zastávka v GISu modelujícím dopravu nebo GSM vysílač v GISu mobilního operátora modelující pokrytí signálem.
- 1D geoobjekty – jednorozměrné obj., úseky čar (hran, linií), s konečnou délkou a nulovou plochou. Pomocí 1D geoobjektů se nejčastěji modelují silnice, řeky apod.
- 2D geoobjekty – dvojrozměrné obj., mnohoúhelníky (plochy, polygony), s konečným obvodem a konečnou plochou.
- 3D geoobjekty – trojrozměrné obj., geometrická tělesa. V GISech se používají výjimečně, ve specifických případech. Třetí rozměr je v GISech nejčastěji modelován pomocí tzv. digitálního modelu terénu (DMT, anglicky DEM).

## Modely geografických dat
Geografická data mohou být v GIS organizována dvěma základními modely:

### Vektorový model dat
Vektorový model dat pracuje s třemi variantami objektů:
- body – reprezentují objekty, které mají příliš malou plochu, aby se daly zobrazit jako plochy (sídla).
- linie – reprezentují objekty, u nichž je důležitá délka a jejichž plocha je zanedbatelná (silnice, řeky).
- plochy – reprezentují veliké objekty, které nelze zobrazit bodem (lesní plochy, zemědělské plochy, jezera)

Existují různé vektorové modely dat:
- Špagetový model – Ve špagetovém modelu jsou všechny typy objektů, bez ohledu na počet dimenzí, uloženy v jednom heterogenním seznamu. Ukládají se data o typu objektu (bod, čára, polygon) a parametrech objektu (jedna či více souřadnic). Ve špagetovém modelu není obsažena žádná informace o topologii (sousednost, orientace, konektivita, obsahování), a proto je tento model pro analýzu geodat obtížně použitelný. Navíc zde dochází k redundanci dat.[zdroj?]

- Hierarchický model – Hierarchický model ukládá data hierarchicky s ohledem na počet dimenzí. Vychází z faktu, že polygon se skládá z několika linií, linie z několika úseček, úsečky jsou pak spojením dvou bodů. Tyto elementy jsou pak v GISu uloženy samostatně, nejčastěji v geodatabázi.

- Topologický model – Topologický model je kompromisem mezi špagetovým a hierarchickým modelem. Ukládají se pouze body a čáry, přičemž k čáře lze připojit informaci o její orientovanosti, podle níž lze pak určit sousední polygon vlevo a vpravo.

K těmto datům lze připojit široké spektrum atributů (atributových dat), které popisují dané prvky, přiřazují jim určitou charakteristiku. Uchovávají se v tabulkách. Může jich být libovolné množství a mohou být libovolně složité.[zdroj?]

### Rastrový model dat
Rastrový model dat pracuje s množinou bodů stejné velikosti pravidelně uspořádaných v řádcích a sloupcích. Přesnost daného modelu je pak určena velikostí bodu, který má danou vlastnost – barvu. Rastrová data zahrnují obrázky, letecké nebo družicové snímky, nebo naskenovaná data. Spojení grafických a tabelárních dat a užití nástrojů software GIS umožňuje vizualizaci a prezentaci těchto dat, napojení dalších statistických informací či uživatelských tabulek a široké spektrum prostorových analýz.
Pro geografická data je typické uspořádávání informací do vrstev. Na uživateli systému zůstává, se kterou vrstvou chce pracovat, které chce mít zobrazeny, a které nečinné. 

## Kartografické prvky
Kartografické prvky usnadňují orientaci v mapě a její interpretaci. Zahrnují:
- Názvy a vysvětlující text popisují účel mapy. Zobrazuje se pomocí textových symbolů.
- Mapový rám tvořící hranice a vnitřní členění mapy. Zobrazuje se pomocí liniových symbolů.
- Legendy vysvětlují symboly, které se používají pro zobrazení geografických prvků, a využívají k tomu linií, výplní ploch, znakových symbolů a textu.
- Šipky označující sever, mapová měřítka a stupnice určují orientaci a měřítko mapy. Při jejich zobrazení se používá linií, stínovaných ploch a textových symbolů.

## Získávání geografických dat

### Digitalizace existujících dat
Nejběžnější způsob tvorby dat je digitalizace, kde je papírová mapa, kopie nebo plán převeden do digitální podoby pomocí CAD programu s možností geo-odkazování. Díky široké dostupnosti ortorektifikovaných snímků (ze satelitů, letadel) se digitalizace stává hlavní cestou, jejímž prostřednictvím jsou geografické údaje získané. Digitalizace zahrnuje sledování geografických dat přímo kolmo směrem k zemi, namísto tradiční metody překreslování tvarů na digitalizační tablet.

### Sběr nových dat
Pozice z globálního družicového navigačního systému (GNSS) lze také shromažďovat a následně importovat do GIS. Nově je možné využívat počítače v terénu s možností okamžitě upravovat data pomocí připojení k bezdrátové síti nebo i úpravy bez připojení k internetu. To eliminuje potřebu importovat a aktualizovat data v kanceláři poté, co byla shromážděna prací v terénu. Nové technologie tak umožňují uživatelům vytvářet mapy, jakož i analýzy přímo v terénu, což činí projekty účinnější a mapování přesnější.[zdroj?]
Dálkově snímaná data hrají také důležitou roli při shromažďování údajů. V Anglii v polovině roku 1990 byly použity hybridní balónky zvané Helikites s použitím kompaktních digitálních fotoaparátů ke sběru dálkově snímaných dat. Také letadla měřící s přesností na 0,4 mm byla použita k dálkovému snímání dat. Helikitesy jsou levnější a shromažďují přesnější údaje, než letadla.[zdroj?] Využívá se též bezpilotních dronů. Například dron Aeryon Scout byl použit k mapování 50 akrového areálu s hustotou vzorkování každý 1 palec (2,54 cm) za 12 minut.
Většina digitálních dat v současné době pochází z fotointerpretace leteckých snímků. Pracovní stanice jsou používány k digitalizování dat ze stereoskopických digitálních fotografií. Tyto stanice umožňují vznik dat zachycených ve dvou a třech dimenzích, s výškami měřenými s využitím dvou obrázků s využitím principů fotogrammetrie.
Satelitní dálkový průzkum představuje další důležitý zdroj prostorových dat. Satelity používají různé balíčky senzorů pasivně měřící odrazivosti z částí elektromagnetického spektra vln nebo rozhlasových vln, které byly odeslány z aktivního čidla jako je radar. Dálkový průzkum sbírá rastrová data, která mohou být dále zpracovány do různých skupin k identifikování objektů a bodů zájmu, půdního pokryvu.
Po zadání dat do GIS je data obvykle třeba upravit a odstranit chyby. Vektorová data musí být "topologicky korektní" před tím, než mohou být použity pro některé pokročilejší analýzy. Například v silniční síti musí být spojeny silnice s křižovatkami. U skenovaných map může být nutné odstranit vady ze zdrojové mapy, aby nebyly na výsledném rastru. Například skvrna nečistot může spojit dvě linky, které by neměly být spojeny.[zdroj?]

## Využití GIS
Geografické informační systémy jsou využívány např. ve veřejné správě, dopravě nebo obraně, mapování kriminality, klimatologii, krajinné architektuře, archeologii nebo regionálním a územním plánování. GIS také zasahuje do lokalizačních služeb, což umožňuje GPS v mobilním zařízení zobrazit jeho umístění ve vztahu k pevným i pohyblivým objektům. GIS umožňuje vytvářet mapu i model části zemského povrchu.

## Webové mapové aplikace
Vznikající mapové aplikace na webu umožňují přístup veřejnosti k velkému množství geografických dat. Některé z nich jako jsou Mapy Google a Mapbox, zveřejňují API, pomocí kterých je umožněno uživatelům vytvářet vlastní aplikace. Mimoto existují také crowdsourcovaná geodata v projektech jako je OpenStreetMap.

### Příklady software pro GIS
- ArcGIS
- AutoCAD Map
- GeoServer
- GRASS GIS
- Janitor
- PostGIS
- twiGIS
- QGIS